# Жеже
Адмилсон Эсталине Диас де Баррос (порт. Admilson Estaline Dias de Barros; 24 февраля 1988, Сантьягу, Кабо-Верде) — кабо-вердианский футболист, защитник.

## Биография
Жеже родился в Сантьягу, Кабо-Верде. Он переехал в Португалию в 2008 году, начиная карьеру в нижних лигах в «Спортинге» (Помбаль) и Эштрела из Амадоры. Затем, в июне 2010 года, игрок перешёл в «Трофенсе», играющем во втором дивизионе.
После ещё одного сезона в дивизионе, в клубе «Ковилья», Жеже перебрался в Примейру и стал играть в «Маритиму», первоначально, играя за вторую команду в третьем дивизионе. Он дебютировал на высшем уровне чемпионата Португалии 18 августа 2013 года, став последней заменой в домашнем победном матче с «Бенфикой» (2:1).
.